# Parafia św. Jana Chrzciciela w Zakrzewie
Parafia Świętego Jana Chrzciciela w Zakrzewie – Jedna z 12 parafii rzymskokatolickich dekanatu Radom-Zachód diecezji radomskiej.

## Historia
Parafia została erygowana 1 sierpnia 1417. Wtedy też powstał pierwotny kościół drewniany fundacji Andrzeja, dziedzica wsi. Świątynia została konsekrowana pw. św. Andrzeja, Zwiastowania NMP, św. Jana Ewangelisty, św. Elżbiety, św. Doroty, św. Małgorzaty, św. Wawrzyńca i 10000 Panien przez Wojciecha Jastrzębca, biskupa krakowskiego. W latach siedemdziesiątych XVI w. Podlodowscy zamienili kościół na zbór ewangelicki, który istniał do końca XVI w. Kolejny kościół, pw. św. Jana Chrzciciela, także drewniany, był ufundowany w 1612 przez Jerzego Podlodowskiego z Przytyka, jednak uległ on ruinie i został rozebrany w XVIII w. Obecny kościół, z fundacji dziedziców Zakrzowa - Ksawerego  i Ludwiki (z Kruszyńskich) Kochanowskich - wybudowano w latach 1770–1776, a poświęcił go w 1776 ks. kan. Andrzej Ziółkowski. Konsekracji dokonał 16 sierpnia 1922 bp. Paweł Kubicki. Świątynia ta jest w stylu barokowym, jest budowlą jednonawową, z prezbiterium zakończonym prawie półokręgiem. Kościół jest wzniesiony z kamienia i cegły.

## Proboszczowie
- 1921–1971 – ks. Józef Kaczmarczyk
- 1971–1976 – ks. Stanisław Studziński
- 1976–1999 – ks. kan. Marian Szafrański
- 1999–2011 – ks. kan. Roman Adamczyk
- 2011 – nadal – ks. Ireneusz Kosecki

## Terytorium
Do parafii należą wierni z następujących miejscowości: Gulin Nowy, Gulin Stary, Gulinek, Gulinek Łoniec, Gulinek Wyręba, Zakrzew-Las, Zakrzew-Kolonia, Kozia Wola, Marianowice, Natalin, Natalin Kresy, Natalin za Rzeką, Podlesie Mleczkowskie, Stefanów, Zakrzew, Zakrzew Kresy I, Zakrzew Kresy II, Zakrzewska Wola.